# Zdravilstvo
Zdravilstvo (tudi alternativna medicina) je uporaba metod zdravljenja, ki se razlikujejo od konvencionalne medicine. Široko uporabljene zdravilske metode so homeopatija, ajurveda, kiropraktika in druge. Zdravilske metode v nasprotju z metodami v medicini nimajo dokazanih učinkov.

## Opredelitev pojmov
- Zdravilski sistem  je organiziran sistem, ki zajema teoretične podlage, izobraževanje, usposabljanje in izvajanje (npr. tradicionalno kitajsko zdravilstvo, Ajurveda, naturopatija).
- Zdravilska metoda je metoda pristopa zdravilca k izboljšanju kakovosti življenja uporabnika storitev (npr. masaža, post, obkladki).
- Medicina je veda, ki temelji na spoznanjih znanosti in strokovno preverjenih metodah, in jo izvajajo zdravniki in zobozdravniki, na podlagi zakona, ki ureja zdravniško službo.
- Alternativna medicina  se razlikuje po temeljnih principih od medicine s tem, da se z medicino izključuje (alternativna = nadomestna). Pacient se ne more vzporedno zdraviti z medicinskimi metodami in z metodami alternativne medicine. Po ZZdrav še alternativna medicina ne spada v zdravilstvo.
- Komplementarna medicina  se lahko kombinira oziroma se dopolnjuje z medicinskimi metodami zdravljenja. (komplementarna = dopolnilna); po aktualnem ZZdrav še ne spada v zdravilstvo.
- Integrativna medicina je medicina, pri kateri zdravilec in zdravnik neposredno sodelujeta, ali sta celo zastopana v eni osebi (npr. pri Antropozofski medicini)
- Zdravljenje so različni postopki in uporaba zdravil za povrnitev zdravja ali izboljšanje prizadetih telesnih ali duševnih funkcij; sin. terapija; 1. kurativno; preventivno; prim. - primarno; paliativno; 2. alternativno [nadomestno]; komplementarno [dopolnilno]...

### Meja med zdravilstvom in medicino
Iz definicije medicine in zdravilstva izhaja, da je teoretična meja med njima jasna in ostra: znanstvena dokazanost. Primerjalne študije in raziskovanje na podlagi izkušenjskih dokazovanj ne spadajo v znanstveno raziskovanje. Meja med znanostjo in medicino je postavljena bolj umetno, vendar jasno: medicina je tisto, kar učijo na medicinskih fakultetah v ZDA in Veliki Britaniji, vse ostalo je zdravilstvo". Tudi ta definicija ima pomanjkljivosti, saj učni program na vseh fakultetah ni enak.
V nekaterih zahodnoevropskih državah je meja med zdravilstvom in medicino izrazito zabrisana. V Nemčiji so zdravilci (Heilerjii) , Heilpraktiki pa so zdravniki alternativne medicine, del uradne medicine.

### Meja med zdravilstvom in ezoteriko
Zdravilstvo in zdravstvo se ne ukvarjata z religijo. Religija je stvar posameznika, ki nima veze s poklicnim zdravljenjem. K zdravljenju po WHO spadata tudi preventiva in zdravstveni nasveti. Vkolikor bodo zdravilci v svoji poklicni dejavnosti zdravili, bo dobil ta Zakon o zdravilstvu javni interes in bo meja med ezoteriko drugače opredeljena. Potem bi veljalo, da imajo zdravilci medicinsko znanje in skrbijo za izboljšanje zdravja na področju znanstveno nedokazanih metod zdravljenja (terapija = zdravljenje). Zdravilci in zdravniki odgovarjajo za posledice svojega dela.
Ezoteriki nimajo medicinskega znanja, lahko skrbijo za dobro počutje in ne zdravijo. V ZRN so to Heilerji, ki so lahko pri poklicnem opravljanju samostojne dejavnosti pravtako podjetniki, vendar se ne smejo ukvarjati z zdravljenjem. Lahko se poslužujejo kristalov, vere, spiritualnosti, molitve ipd.

Stranke so same odgovorne za posledice, ki nastanejo v zvezi s konzultacijo pri ezoteriku.

## Zdravilski sistemi in zdravilske metode
- ajurveda in joga- tradicionalno indijsko zdravilstvo
- akupresura - metoda s pritiskanjem na določene točke na telesu;
- apiterapija - metoda s čebeljimi izdelki;
- aromaterapija - vplivanje z vonjavami;
- bioenergetika - zdravljenje z bioenergijo
- cvetno zdravljenje - uporaba razredčenih cvetnih pripravkov (Bachove kapljice);
- iridologija -
- kampo - tradicionalno japonsko zdravilstvo;
- kineziologija, feng shui
- makrobiotika
- Reiki - japonsko zdravljenje s polaganjem rok;
- shiatsu
- šamanizem - sibirska tradicionalna medicina;
- tai-chi
- tradicionalno kitajsko zdravilstvo (ZZdrav navaja izraz »tradicionalno kitajsko zdravilstvo«, ker želi poudariti, da ta zdravilski sistem ni del medicine v skladu z zgornjo definicijo);
- unani - arabsko tradicionalno zdravilstvo;
- urinoterapija- metoda z urinom;

V zdravilsko dejavnost spadajo (v EU) tudi metode:
- afrodiziaki
- akupunktura - TKM; zdravljenje z zabadanjem igel v določene točke na koži; (je na Slovenskem dovoljena samo zdravnikom)
- akupunktna masaža po Penzel-u
- antropozofska medicina- sem spada tudi zdravljenje z belo omelo[3], ki ne spada v zdravilstvo
- autovakcini, ne spada v zdravilstvo
- dieta na podlagi krvnih skupin
- terapevtsko jahanje (=eqinoterapija) - terapevtsko jahanje konj;
- galvano terapija je na Slovenskem dovoljena samo zdravnikom
- helioterapija - zdravljenje s pomočjo svetlobe in sončnih žarkov,
- hipertermija - zdravljenje z vročino (je na Slovenskem dovoljena samo zdravnikom)
- hipnoterapija - zdravljenje s hipnozo; je dovoljeno samo poklicnim psihologom (enako velja za NLP, AT, vizualizacije, nekatere vrste joge in meditacije)
- homeopatija - uporaba močno razredčenih zdravil; (je na Slovenskem dovoljena samo zdravnikom)
- homeosiniatrija- apliciranje homeopatskih sredstev v akupunkturne točke (je na Slovenskem dovoljeno samo zdravnikom)
- homotoxikologija - ne spada v zdravilstvo
- humoralna patologija
- hrustanec morskega psa - to zdravilo se uporablja pri artrozi,(medikamentozna terapija);
- infopatija - zdravljenje z infopatskimi kapljicami;
- kiropraktika - je na Slovenskem dovoljena samo zdravnikom
- kromoterapija -
- refleksologija - masaža podplatov;
- Kneippovo zdravljenje - hidroterapija; zdravljenje z vodo;
- kolon-hidro-terapija
- kranio-sakralna terapija
- kyroterapija
- limfna drenaža
- mesmerizem - terapevt z rokami spreminja magnetne tokove v bolniku
- naturopatija
- neuralna terapija - apliciranje anestetikov (segmentno in lokalno protibolečinsko zdravljenje), je na Slovenskem dovoljena samo zdravnikom
- obkladki
- ortomolekularna terapija - (megavitaminska terapija) - zdravljenje z visokimi odmerki vitaminov (npr. 10g vitamina C dnevno)
- oconska terapija
- osteopatija - zdravljenje preko kosti in mišic;
- pijavke
- postenje
- psihoterapija – samo s poklicno ali podiplomsko izobrazbo psihologije
- razstrupljanje
- ušesne svečke (ušesni tulci) za čiščenje ušes, poskus pri tinitusu
- terapija s svetlobo
- terapija z lastno krvjo - imunska modulacija; je indicirana predvsem pri alergijah
- tradicionalno kitajsko zdravilstvo (moxa...)
- talasoterapija -
- Tradicionalna majevska medicina
- ventuzni zvonci
- zdravljenje s pijavkami
- zdravljenje s kombučo
- zeliščarstvo - uporaba zdravilnih rastlin (fitoterapija)

Te metode so glede na temeljni način izvajanja opredeljene kot:
- Psihosomatske interakcije med dušo in telesom krepijo sposobnost duha, da vpliva na delovanje telesa.
- Biološko osnovane so metode, kjer se z uporabo živil, zdravilnih zelišč, mikronutrientov preprečujejo bolezni in zdravi.
- Manipulativne in telesne so metode, kjer se s premikanjem delov telesa preprečujejo bolezni in zdravi.

## Razvoj različnih terapij
Zdravilstvo v svetu je skozi dolge dobe razvoja raznih metod zdravljenja razvilo mnogoštevilne terapije, ki omogočajo ljudem zdravljenje in lajšanje pri raznih obolenjih. Največ teh terapij je sem nekoč prihajalo z Vzhoda, sedaj pa se jih je veliko razvilo tudi na Zahodu. Največ se uporablja manipulativnih terapij, senzoričnih terapij, terapij z gibi- (ozaveščenimi), psihoterapij, zeliščnih terapij, behavioralnih terapij in paranormalnih terapij.

## Nevarnosti pri uporabi zdravilstva
Možne nevarnosti pri uporabi zdravilstva so:
- direktna poškodba zaradi zdravilskega postopka ali sredstva (poškodba živca pri nestrokovni manipulaciji vratu, zastrupitev z neustrezno izdelanim rastlinskim izvlečkom)
- zakasnjen obisk pri zdravniku (zaradi zdravljenja pri zdravilcu lahko bolnik odlaša z obiskom pri zdravniku in s tem zamudi priložnost za pravočasno medicinsko oskrbo. V tem času se lahko bolezen razvije do težje obvladljive faze)
- nestrokovni nasveti (pri zdravilcih brez medicinske ali psihološke izobrazbe), ki vodijo do različnih posledic

## Prednosti pri uporabi zdravilstva
Fiziološki in drugi direktni učinki zdravilstva na telo po definiciji niso dokazani. Nedvomno pa imajo zdravilske metode placebo-(je kak dokaz?) učinek. Ta je prisoten, znan in dokazan tudi pri medicinskih metodah zdravljenja, vendar pa je lahko pri zdravilskih metodah še posebno izrazit. Placebo učinek je namreč odvisen od bolnikove volje, samozavesti, vere in zaupanja. Vse to se običajno bolj izrazito razvije tekom zdravilskega postopka, pri katerem poteka bolj oseben dialog.

## Pogostost uporabe zdravilstva
V ZDA uporablja zdravilstvo 36 % odraslih, če prištejemo tudi ezoteriko [molitev], uporablja te metode kar 62 % ljudi." Druga raziskava je pokazala, da v enem letu uporablja alternativno medicino 36 % američanov, vsaj enkrat v življenju pa 50 % (ta raziskava je vklučevala tudi ezoteriko [jogo, meditacijo], vse zdravilne rastline in celó atkonsonovo dieto. Odstotek ljudi, ki v posameznem letu uporabi alternativno zdravljenje, so na Danskem ocenili na 10%, 33% na Finskem, 49% v Avstraliji in 15 % v Kanadi.." Razlike med državami so deloma tudi posledica različnih definicij.